# استران (آلاباما)
استران (به انگلیسی: Straughn) یک منطقهٔ مسکونی در ایالات متحده آمریکا است که در شهرستان کاوینگتون، آلاباما واقع شده‌است. استران ۱۱۴٫۰ متر بالاتر از سطح دریا واقع شده‌است.